# Ocrepeira branta
Ocrepeira branta är en spindelart som beskrevs av Claude Lévi 1993. Ocrepeira branta ingår i släktet Ocrepeira och familjen hjulspindlar.
Artens utbredningsområde är Jamaica. Inga underarter finns listade i Catalogue of Life.